# الضوء الآمن

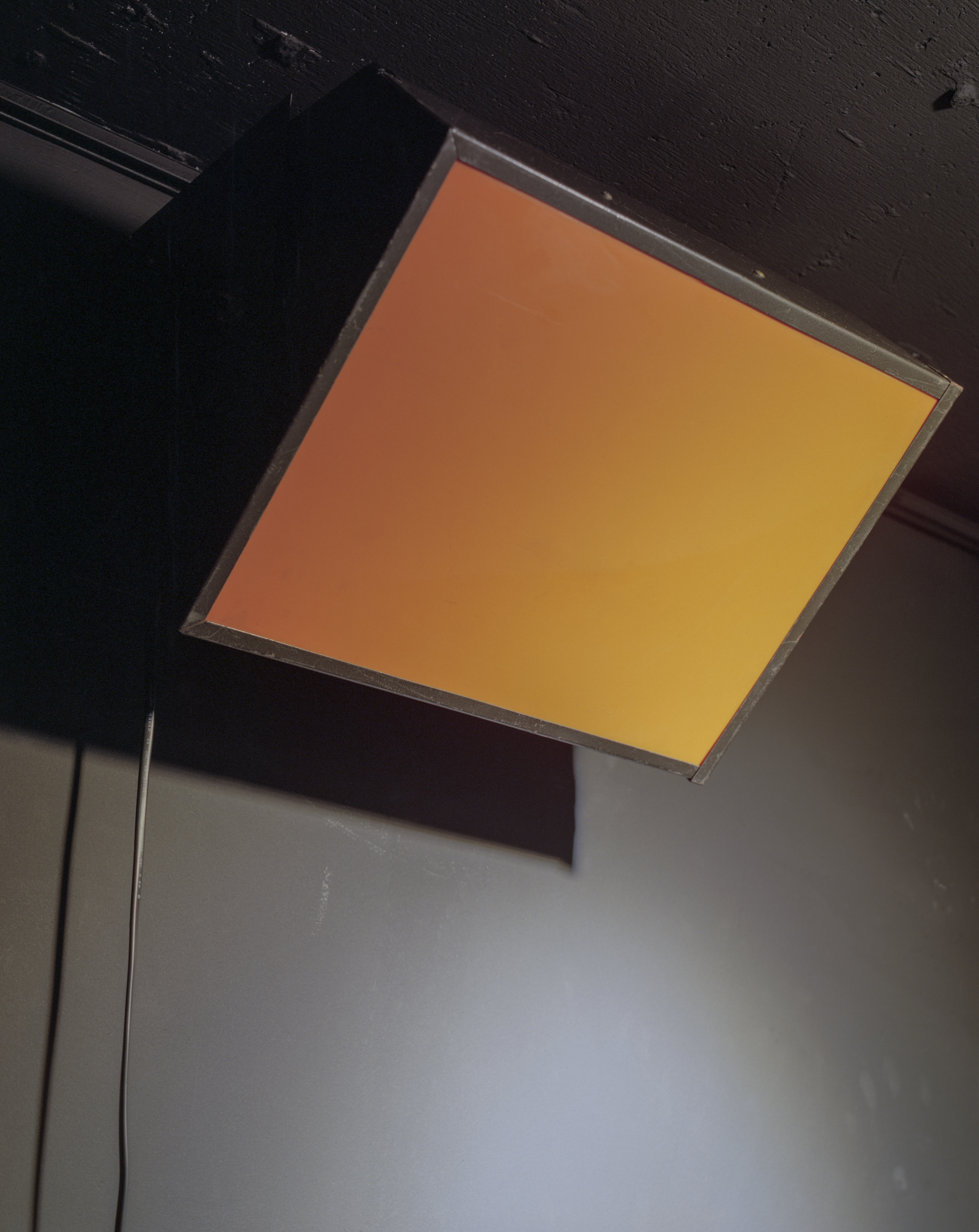
تركيب الضوء الآمن في غرفة مظلمة.

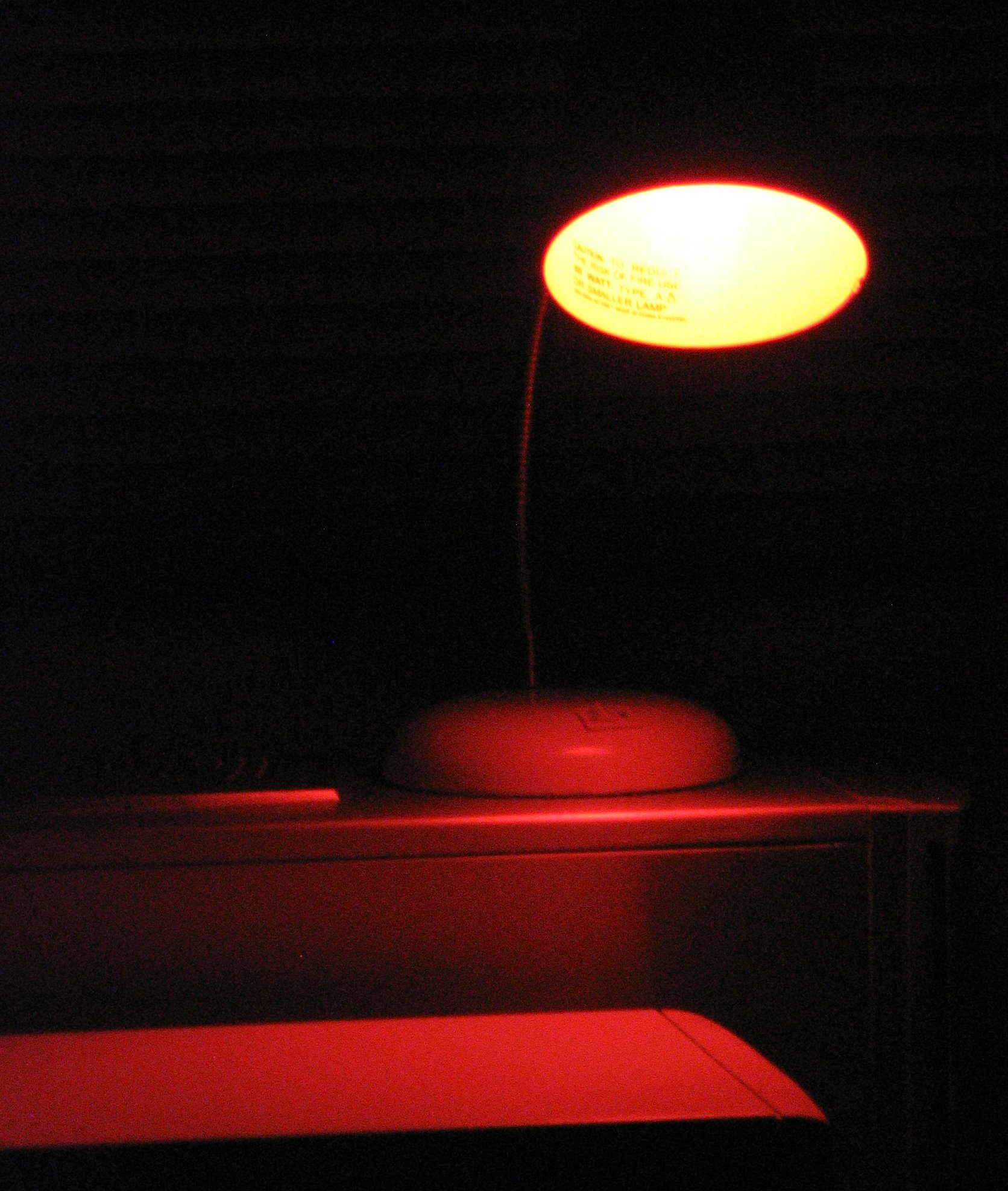
ضوء أمان كهرماني (بني فاتح) للاستخدام مع بعض أوراق التصوير بالأبيض والأسود

الضوء الآمن هو مصدر ضوء مناسب للاستخدام في غرفة التصوير الفوتوغرافي المظلمة. إنه يوفر الإضاءة فقط من أجزاء من الطيف المرئي التي تكون فيها المواد الفوتوغرافية المستخدمة غير حساسة تمامًا أو غير حساسة تمامًا.

## تصميم
يتكون المصباح الآمن عادةً من مصباح كهربائي عادي في غطاء مغلق بواسطة مرشح ملون، ولكن في بعض الأحيان يتم استخدام مصباح إضاءة خاص أو أنبوب فلورسنت مع مادة مرشحة مناسبة أو فوسفور (في أنابيب الفلورسنت) مطلي مباشرة على الزجاج في تركيبات عادية.
تتطلب المواد ذات الحساسية المختلفة مصابيح أمان مختلفة. في طباعة الصور الفوتوغرافية التقليدية بالأبيض والأسود، يتم التعامل مع أوراق التصوير عادةً تحت ضوء أمان كهرماني أو أحمر، لأن هذه الأوراق عادةً ما تكون حساسة فقط للضوء الأزرق والأخضر. الأوراق والأفلام المتعامدة اللون حساسة أيضًا للضوء الأصفر ويجب استخدامها فقط مع ضوء أمان أحمر عميق، وليس مع ضوء كهرماني. الأفلام والأوراق ذات الألوان المتعددة، الحساسة للطيف بأكمله، تحتوي أحيانًا على منطقة من الحد الأدنى في نطاق حساسيتها التي تسمح بالاستخدام الدقيق للضوء الآمن المحصور في ذلك الجزء من الطيف. على سبيل المثال، ورق كوداك بانالور بانكروماتي يتحمل التعرض المحدود للضوء المرشح من خلال مرشح Kodak 13 Safelight. يجب التعامل مع المواد الأخرى متعددة الألوان فقط في الظلام الدامس.
العديد من المواد الحساسة للضوء المستخدمة في التطبيقات التقنية والصناعية، مثل مقاوم الضوء، حساسة فقط للضوء الأزرق والبنفسجي والأشعة فوق البنفسجية ويمكن التعامل معها تحت ضوء أمان أصفر أكثر إشراقًا. تستخدم مصابيح بخار الصوديوم منخفضة الضغط أحيانًا في غرف مظلمة صناعية أكبر. ينبعث منها ضوء أحادي اللون تقريبًا عند 589 نانومتر (أصفر)، والمواد غير حساسة له؛ ونتيجة لذلك يمكن أن تكون شديدة السطوع بينما لكنها تبقى «آمنة». 
كلمة «آمن» في «الضوء الآمن» هي كلمة نسبية، كما هو الحال في معظم الحالات، ستتأثر المادة الحساسة في النهاية بضوءها الآمن إذا تعرضت لها لفترة طويلة من الزمن.